# フォワードワークス
株式会社フォワードワークス（英: ForwardWorks Corporation）は、かつて存在した日本のゲーム会社。株式会社ソニー・ミュージックエンタテインメントの完全子会社であった。

## 概要
2016年4月、ソニー・インタラクティブエンタテインメント（SIE）の100%出資によって、日本およびアジア市場を対象にスマートデバイス向けアプリ事業を行う新会社として、東京都港区港南に設立された。『みんなのGOLF』シリーズや『アークザラッド』シリーズといったSIEの既存IPを利用した新作ゲームを中心としてスマートデバイス向けゲームを展開している。
2021年8月、ソニー・ミュージックエンタテインメントの完全子会社へ移行。同年9月、オフィスを東京都千代田区五番町6丁目2番へ移転（後に同区六番町4番地5へ移転）。
2024年10月1日付でアニプレックスへ吸収合併され解散。

## ゲームタイトル
| 発売年 | 発売日   | 作品名                                | 開発元               | 対応機種    | 備考 |
| ------ | -------- | ------------------------------------- | -------------------- | ----------- | --- |
| 2017年 | 7月4日   | みんゴル                              | ドリコム             | iOS/Android | |
| 2017年 | 9月28日  | ソラとウミのアイダ                    | オルトプラス         | iOS/Android | 2019年5月7日サービス終了                                                                                            |
| 2018年 | 2月14日  | 勇者のくせにこなまいきだDASH!         |                      | iOS/Android | 2019年4月24日サービス終了                                                                                           |
| 2018年 | 8月23日  | アークザラッドR                       | オルトプラス         | iOS/Android | 2021年6月30日サービス終了                                                                                           |
| 2018年 | 9月26日  | ワイルドアームズ ミリオンメモリーズ   | Wright Flyer Studios | iOS/Android | 2020年2月27日サービス終了                                                                                           |
| 2019年 | 3月13日  | 魔界戦記ディスガイアRPG               | 日本一ソフトウェア   | iOS/Android | 2021年12月13日に『魔界戦記ディスガイアRPG〜最凶魔王決定戦!〜』へリニューアル 2023年7月3日より配信権をドリコムに移譲 |
| 2019年 | 4月20日  | けだまのゴンじろー フィットエンドラン | アルファドリーム     | iOS/Android | 2020年5月20日オフライン版配信 2020年8月20日サービス終了                                                             |
| 2019年 | 10月1日  | トロとパズル〜どこでもいっしょ〜      | ビサイド             | iOS/Android | 2021年5月10日サービス終了                                                                                           |
| 2020年 | 10月13日 | ワールドウィッチーズ UNITED FRONT     | ケイブ（共同開発）   | iOS/Android | KADOKAWAとの協業タイトル 2021年6月28日よりフレンズライトへ運営移管 2023年8月31日サービス終了                        |
| 2021年 | 6月8日   | にょろっこ                            | ナウプロダクション   | iOS/Android | 日本マイクロソフトとの共同運営 6ヶ月間の期間限定配信 2021年12月4日サービス終了                                      |